# Resolute Bay
Resolute Bay är en vik i Kanada.   Den ligger i territoriet Nunavut, i den norra delen av landet, 3 400 km norr om huvudstaden Ottawa.
Trakten runt Resolute Bay är permanent täckt av is och snö.